# Facilitación entre aves y caimanes

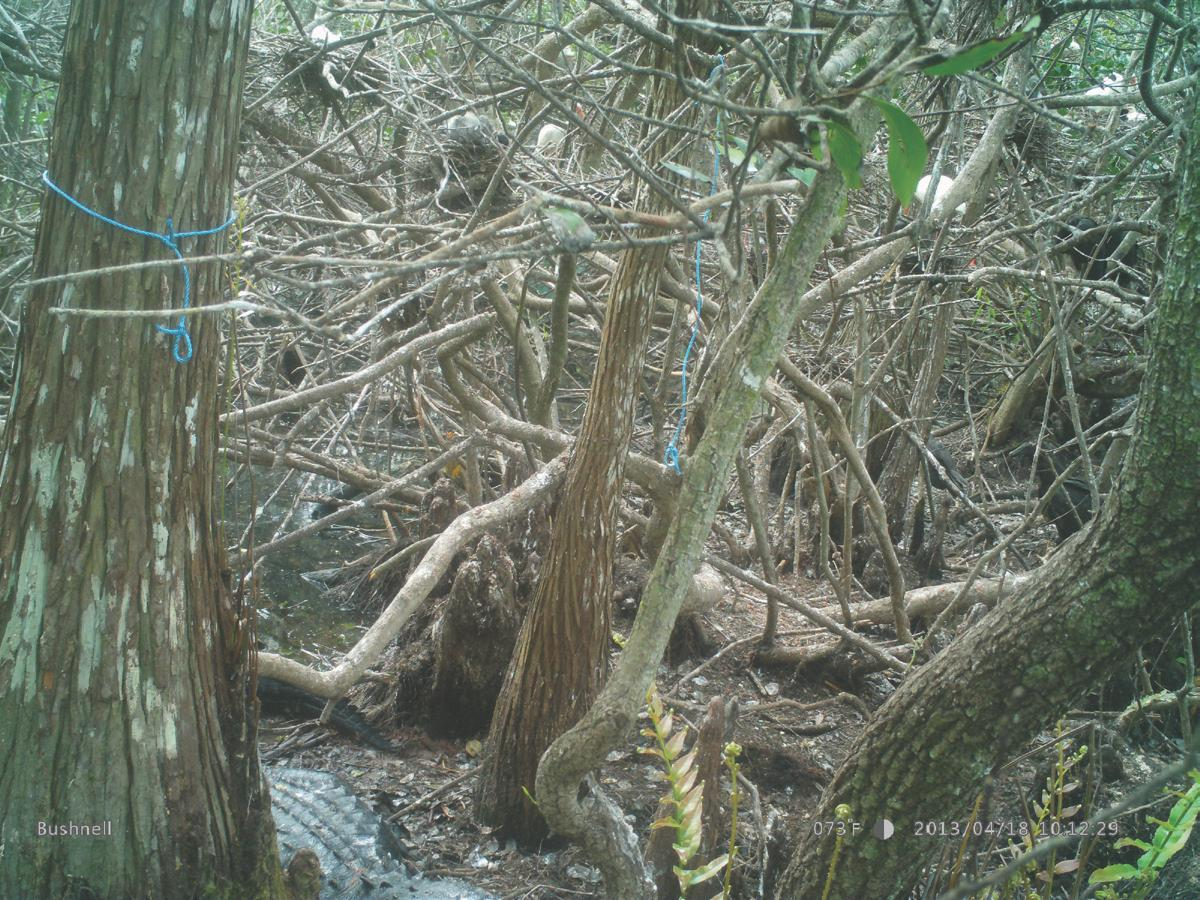
Caimán pasando cerca de crías de aves (foto tomada con una cámara fija).

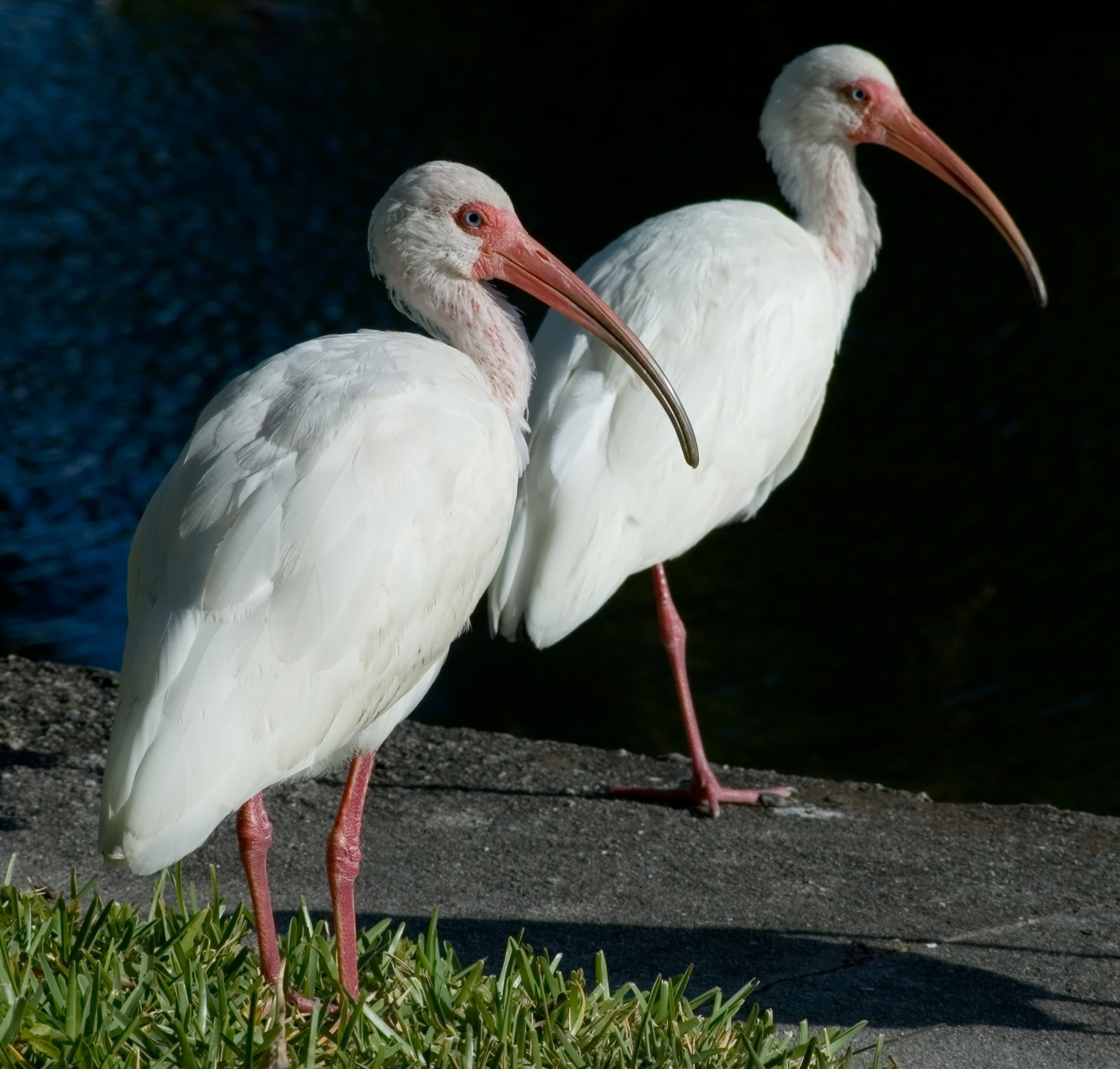
Coro coro blanco.

La facilitación ecológica entre aves y caimanes se produce cuando grupos de aves zancudas anidan y se reproducen protegidas por poblaciones de caimanes, como ocurre en los pantanos de la Florida y en muchas otras partes del mundo. Esta forma de facilitación claramente beneficia a las aves dado que obtienen refugio contra depredadores como roedores capaces de trepar hasta los nidos. Los caimanes no son depredadores de las aves dada la altura a la que generalmente se ubican los nidos, sin embargo, recientemente, se ha descubierto que esta relación también beneficia a los caimanes dado el incremento nutricional obtenido por el consumo de huevos y polluelos. Las aves aseguran así la supervivencia del resto de sus crías mientras que los caimanes se alimentan mejor y aumentan sus posibilidades de supervivencia y reproducción.
Las poblaciones de aves zancudas (Ciconiiformes y Pelecaniformes) que anidan en el sur de Florida son frecuentemente presa de roedores o mapaches como el mapache boreal. Por ello tienden a anidar en pantanos poblados por caimanes americanos (Alligator mississippiensis) dado que estos cazan los roedores para alimentarse. Las aves obtienen así refugio dado que los caimanes evitan los principales depredadores de las aves se les aproximen.
El precio a pagar por las aves en esta relación es la pérdida de huevos y de algunas de sus crías por lo que las aves tienden a empollar más huevos de los que podrán criar y en algunos casos abandonan algunos de sus polluelos a merced de los caimanes.
Desde el punto de vista de los caimanes, la disponibilidad adicional de proteínas producto del consumo de huevos y polluelos aumenta las posibilidades de reproducción de las hembras y mejora la salud general de la población. Las poblaciones de caimanes ubicadas en sitios de anidamiento de aves tienden a ser más numerosas, con ejemplares de mayor tamaño, comparadas con otras poblaciones de caimanes.

## Trascendencia mediática
La aparición del artículo de Nell et al. fue reseñada en los medios de divulgación científica de todo el mundo en marzo de 2016, sobre todo debido a lo impactante de la contribución de las aves (algunos de sus huevos y crías) en su relación con los caimanes. Aparecieron reseñas en el blog de Nature, en Scientific American y en periódicos de Australia, Reino Unido y otros países.